# ドールズフロントライン
『ドールズフロントライン』（Dolls' Frontline）は、中華人民共和国のサンボーン（上海散爆網絡科技有限公司）が開発しているスマートフォン用のゲームアプリ。日本版はサンボーンジャパンの運営により、2018年8月1日にリリースされた。
原題は『少女前線』（しょうじょぜんせん、簡体字: 少女前线、英語: Girls' Frontline）だが、後述のように日本版はリリース直前に改題された。日本での主な略称は「ドルフロ」。

## 概要

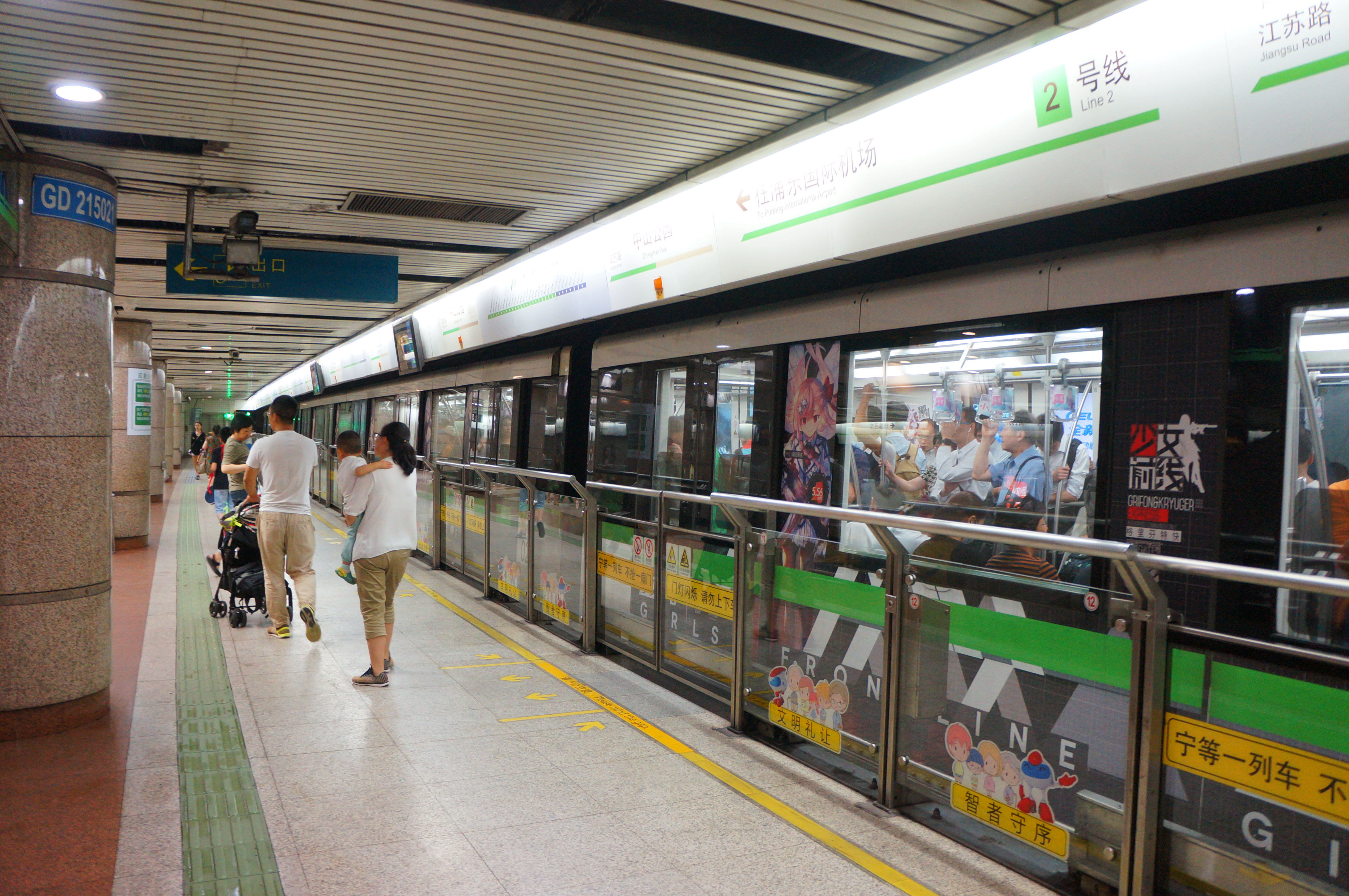
ドールズフロントラインのラッピングが施された車両（中国・上海 中山公園駅）

散爆網絡が同人サークル時代の2011年に発表した同人誌『軍武機械娘』が原型で、同じく2013年に発表したゲーム『パン屋の少女』（簡体字：面包房少女、英語: CODE NAME：BAKERY GIRL）と世界観を共有している、第一次世界大戦から現代までの銃器の萌え擬人化をテーマにしている。中国大陸（以下、特に断りのない限り「中国」とする）では、Android版が2016年5月20日にリリースされた。
中国の簡体字版以外では、これまでに繁体字（台湾・香港・マカオ）版、韓国版、英語版がリリースされている。
2022年11月に派生作品である『ニューラルクラウド』が配信を開始した。

### 日本版
日本ではリリース開始準備としてTwitterの公式アカウントが開設され、日本語版の開発状況を報告していた。
2015年9月、Wave-Gamesは『少女前線』の中国・日本での配信権を獲得し、中国では2016年3月に、日本では2016年夏以降の配信を計画していた。
2016年3月、本作の日本向け公式Twitterは、中国向けのAndroid版の公開テストを5月20日に実施することを明らかにしたと同時に、当初の運営会社とのコラボレーションを取り消すと明らかにした。また、同年2月には当時週刊少年サンデーで連載されていた福田宏の漫画『ムシブギョー』に新たに登場したキャラクターが本作のKar98Kと類似しているとして騒動を起こしている。サンデー編集部の「作者と編集部共に名前も聞いたことがないタイトル」の言葉に憤慨した当時の運営がサンデー編集部と福田に謝罪を要求したが拒否されている。
Wave-Gamesの金傑はインサイドの取材に対し、2016年10月26日に中国で実施した第二回βテストおよび2017年1月25日の第三回βテストで再びサーバがダウンしたことが原因で旧運営側と開発側で対立が続き、一時は和解に持ち込めたものの、2017年4月に入って開発側がWave-Gamesからの連絡を拒絶したことを明らかにした。
その後、サンボーンの日本法人として新規に設立されたサンボーンジャパンが日本版を運営することが発表され、2018年6月29日から事前登録の受付を開始した。2018年7月17日、サンボーンジャパンは原題『少女前線』の商標が第三者によって2016年に登録されており、調停により一旦は権利譲渡を受けることで合意したもののその取り決めが反故にされたとして、日本版のタイトルを『ドールズフロントライン』（Dolls' Frontline）へ変更することを発表した。

## あらすじ
2031年に発生した北蘭島事件によるコーラップス・ハザードと2045年に勃発した第三次世界大戦により各国政府の統治能力は低下し、民間軍事企業（PMC）が安全保障を担うようになっていた。プレーヤーは民間軍事企業『グリフィン＆クルーガー』の戦術指揮官の一人として戦闘用に開発されたガイノイドの一種である“戦術人形”を率いて平和の維持に奔走する。

## 用語集
自律人形
人間に似た自律機能のあるロボットの総称。
戦術人形
戦闘に特化した自律人形の一種。第三次世界大戦による人口減や環境汚染により自律人形が軍事転用されたもの。初期の戦術人形は自律人形に銃を持たせただけの代物だった。二世代型は「烙印システム」と「ダミーネットワーク・システム」を搭載し、能率性の向上とデータリンクによる集団行動が可能になった。
傀儡人形（ダミー人形）
ダミーネットワーク・システムを搭載した二世代型の戦術人形は拡張することで「主機（ホスト）」として複数のダミー人形を持つことができるようになった。ダミー人形の戦闘能力はホストと同等だが、演算能力は劣っており、主機の命令を受けてそれを実行する程度の性能しか備わっていない。
齊納協議
広域通信プロトコル。特徴としてはホストコンピュータや通信衛星の補助を必要としない。これを用いることで一定地域内で直接通信網を形成したり、情報の送受信が可能となる。
蝕刻理論（エッチング理論）
物質にある特殊なエッチング処理を施すと物質同士が「場」によって特殊な繋がりを持つことができるという理論。この理論を発展させて烙印系統(烙印システム)が開発された。
烙印系統（烙印システム）
正式名称は「Advance Statistic Session Tool(ASST)」。IOP製造会社が蝕刻理論を戦術人形に応用して開発された。戦術人形と銃火器などの武器をエッチングして繋げることにより人間や従来の戦術人形を遥かに超える戦闘力が付与された。戦術人形は出荷時に烙印システムを通して、特定の武器（銃など）とペアになって独立した特殊な関係を構築する。このシステムの最も顕著な特徴は、ペアとなるそれぞれの武器の特色によって戦術人形の素体が自動で決定される点にある。その武器に関する文献及びカタログデータの数値を元に、戦術人形はその武器に最適と思われる造形や性格が決定づけられる。
グリフィン＆クルーガー
2053年に設立された民間軍事会社。単にグリフィンとも。当初は人間の傭兵が主力だったが現在は戦術人形が主力。
戦術指揮官
グリフィンが雇う人間の指揮官。主たる業務は戦術人形の管理、指揮。
IOP製造会社
第三次世界大戦中に成立した工業メーカーで戦術人形や民生用の自律人形の製造などを手広く手掛ける。グリフィンの戦術人形は主にこのIOPから提供されている。
鉄血工造とは自動人形の開発で委託生産や技術提携をする良好な関係を築いていたが、大戦中に次世代機の開発が迷走した際鉄血工造へシェアを奪われた事で関係は断絶している。
グリフィンとIOPはグリフィンが人形を過剰発注したり、現場で使用可能な人形を回収した際にそれをIOPに返品できる契約を交わしている。
国家保安局
新ソビエト連邦(後述)の情報機関。反逆小隊は国家保安局の指揮下にある。
鉄血工造
正式名称は鉄血工業製造会社。東欧を拠点とする老舗の軍事工業メーカー。大戦中IOPと提携して戦術人形に参入し、前線運用に求められる頑強さと整備性を重視した設計、電子戦に耐える独自の戦術ネットワーク、強力なエネルギー兵器の運用能力等で軍から高く評価された。
第三次世界大戦終了後、IOPから移籍したAI研究者リコリスの協力で次世代戦術人形の開発を進めていたが、蝶事件（後述）により統括管理用人工知能が暴走。制御を奪われた戦術人形と自動兵器により従業員の殆どが虐殺され壊滅した。
正規軍特殊作戦指揮部（KCCO）
ゲーム中における新ソビエト連邦の主な正規軍部隊であり、大半の隊員が第三次世界大戦の従軍経験者から成る特殊部隊。
意思を持たない軍用人形や最新鋭戦車を有し、その戦力は鉄血工造すら上回るが、その多くはELID（後述）という疾病から人類の生活圏を守る任務に就き鉄血の掃討をグリフィンに任せている状態である。
隊員達は国家には忠義を尽くす反面、西側諸国やグリフィンおよび戦術人形に対しては不信を抱く。
パラデウス
表向きはELID患者の救済を掲げるドイツ発祥の新興宗教。
その実態はテロ組織であり、『NYTO(ネイト)』と呼ばれる戦術人形や『治療』の名目で集められたELID患者達を素体としたサイボーグの部隊を有し、その勢力と技術力は正規軍すら上回る。
ネイトなど幹部達の間でさえ暴力を伴う非道な統制が用いられる上、元ELID患者の一般兵に至っては基本的に使い捨てとなる。
ネイト(NYTO)
とある少女のクローン人間群であり、ごく一部を除く全員がサイボーグ化されている。クローンのためほぼ全員が同じ容姿だが、上位の個体は別人の容姿を与えられ人間社会に溶け込んでいる場合もある。
異性体
NYTOに改造する際に失敗した者。
崩壊・逆崩壊技術
1905年に未知の古代文明遺跡で発見された技術。
物質の分解、再構築、エネルギー変換等を行える夢の様な技術だが、触媒となる崩壊液（後述）は重大な事故を引き起こす危険を孕んでいる。
時間軸的に本作の続編となる『パン屋の少女』では、制御の鍵となる古代文明種族の遺伝子が物語の中心となる。
コーラップス(崩壊液)
崩壊・逆崩壊技術の触媒となる放射性物質。
発生させる放射線には接触した物質を分子結合レベルで分解する特性があり、ELIDの病原となる。
ELID（広域性低放射感染症）
コーラップスの放射線に被爆する事で発症する疾病。狭義では発症によりミュータント化した生物の総称。
高濃度被爆では即死或いは崩壊現象により分子レベルから分解消滅されるが、低濃度被爆では制御不能の逆崩壊現象により肉体が異形化し、凶暴なミュータントと化す。
大戦後の疲弊した軍は重要な人口密集地域や産業地域をELIDミュータントから防衛する為地方防衛をPMCに委託し、PMCの勢力拡大に繋がった。
ベイラン島事件（北蘭島事件）
中国上海市・北蘭島において発生した、コーラップスの大規模流出事故。
北蘭島では1970年代に古代文明遺跡が発見・封鎖されていたが、過剰な都市開発でコーラップスが外部へ流出。2020年代末にはELIDのバイオハザードで島全体が封鎖されていた。
2030年、度胸試しで島に上陸した学生グループが遺跡に侵入。救助に投入された警察特殊部隊が遺跡を住処としていたミュータント群に襲撃され、交戦や遺跡の閉塞を目的とした爆破により大量のコーラップスが流出。構造材を変換したエネルギーの暴発で遺跡全体が崩壊し、巻き上げられたコーラップスと多数の小型格納容器がユーラシア中央から太平洋までの広範囲に四散し甚大な被害を齎した。
これとオーロラ事件により先進国の大半が被害を受け、ELIDのパンデミックで人口の多くが失われた。
オーロラ事件
2035年に発生した、ベイラン島事件に匹敵するコーラップスの大規模流出事故。
北欧で行われたコーラップス臨界実験で爆発事故が発生し、スカンジナビア半島が壊滅した上東欧から地中海に至る広大な範囲が汚染され甚大な被害を齎した。
被害を受けた西欧諸国は国民の救済より汚染を免れたアフリカの植民地化を優先し、第三次世界大戦の遠因となった。
新ソビエト連邦(新ソ連)
2031年に建国された共産主義国家。
ベイラン島事件後に内戦状態となったロシアにて、共産主義勢力が勝利した事で誕生し『シベリア・ライフライン計画』と呼ばれる農工業の完全なオートメーション化により逸早く復興を遂げ強大な国力を得た。
このオートメーション化の過程でアンドロイド技術が着目され、自律人形の開発へと繋がった。
第三次世界大戦
北蘭島事件及びオーロラ事件後、残された居住可能な土地を巡って行われた戦争。2045年4月15日から2051年6月29日まで続いた。
アフリカ植民地化で復興が停滞する欧州のオーロラ事件被害地域で共産主義運動が激化し、2044年に旧東ドイツの再独立運動から内戦が発生。これに新ソ連が介入した事で全面戦争へと発展。後にアメリカが欧州側へ参戦し世界大戦となった。
コーラップス汚染で発生した電波障害で開戦時の全面核攻撃が失敗し、長距離兵器が封じられた状態での戦いで海空軍は戦力を消耗し尽くし、有視界戦闘による泥沼の地上戦が繰り広げられた。戦術人形とその技術を応用した無人化兵器で圧倒的な物量作戦を可能とした新ソ連軍は人間の兵士と有人兵器が主力の欧米軍を圧倒し、実質的な勝者となった。
蝶事件
鉄血人形の暴走事件の原因とされる、鉄血工造施設への襲撃事件。
2061年、自社の自動人形を統括管理する新型人工知能「エリザ」のハードウェアが置かれていた研究施設が武装集団に襲撃され、防衛システムを補助する為調整中のエリザを再起動するもリコリスが殺害された事で暴走。鉄血製自動・戦術人形の全てが制御を奪われる事となった。
真相はIOPと国家保安局がリコリスとエリザの確保を目的に行った非公式作戦。エリザの開発には正規軍内の過激派から提供されたバラクーダノードが利用されており、遺跡技術の軍事利用を禁止する遺跡兵器制限条約に抵触する存在であった。これを確保する事で過激派を摘発したい国家保安局と、リコリス奪還に加え鉄血工造の条約違反加担を暴いてシェア独占を目論むIOPの利害が一致した結果襲撃が行われた。
しかし作戦は正規軍過激派に察知されており、投入された戦術人形部隊に仕掛けられたウイルスプログラムにより同士討ちが発生。巻き込まれたリコリスが命を落とす結果となった。
全国家経済自動化システム(OGAS)
旧ソ連が開発した遺跡技術統合管理システムの総称。
ベトナム戦争で得られた戦訓から指揮管制能力の重要性が挙げられた事から開発され、ソ連の広大な国土に分散した遺跡や研究・開発機関の管理から技術利用兵器の前線指揮までを単独で処理可能な高い処理能力を有する。
そのシステム中枢には遺跡から発掘された管制システムがそのまま組み込まれており、遺跡兵器制限条約へ抵触する事から非軍事目的の国家管理システムへ改修されるも冷戦終結で頓挫。現在は封印状態となっている。
バラクーダ
旧ソ連が開発した世界初の遺跡技術兵器。
東ドイツの遺跡から回収された生産システムが生成する物質をオーガスで制御可能とした物で、主力戦車以上の重装甲とコーラップスによる絶大な制圧力、歩兵並みの地形走破能力を併せ持つ凶悪な無人兵器として完成。試験運用ではバラクーダ4機でパキスタン領内のムジャーヒディーンとそれを支援するCIA軍事顧問部隊の1個連隊(約1000名)を蹂躙するなど高い性能を発揮し、米軍からは通常兵器による対抗は不可能と分析されていた。
遺跡兵器制限協定(ドレスデン協定)の締結で封印されるも、新ソ連建国時の内戦に乗じて軍の一部が制御用端末バラクーダ・ノードを盗難。バラクーダを再起動する新しいオーガスを開発する為に鉄血工造へ提供される。
90Wish
ドイツの極秘の研究機関。｢ツェナープロトコル｣や｢エッチング理論｣などの作中における重要技術は90wishの産物とされている。正式名称は「ドイツ連邦軍特種技術開発チーム」だがそれも含めて機密事項となっている。
傘ウイルス
鉄血のコンピュータウィルス。
ロクサット主義
欧米諸国にて拡大しつつあるイデオロギー。国際連合遺跡科学署の局長であるレーダ・アルベルト・ロクサットが提唱した事から、この様に呼ばれている。広義の社会主義的・中央集権制的なシステムを参考としており、フラット型の社会資源分配方式を中心に、狭義の階級管理説と高度自動化システム主導型社会によって成り立つ政治理論である。ロクサット主義者は『世界の輝きを更新せよ(中国のゲームである為『新世界の輝きとなるべく』など若干の表記揺れがある)』という共通のスローガンで団結しているのだが、グリフィン&クルーガーもカリーナを始め同様のスローガンを用いている(社会主義者が『万国の労働者よ、団結せよ！』という共通のスローガンを掲げていたのと共通するといえる)。
北蘭島事件後、汚染によって人類の居住可能地域が大幅に制限された事を受け、欧米諸国は北アフリカの再植民地化・中南米及びカリブ海地域、日本、朝鮮への干渉を通じて勢力圏拡大を目論んだ。これはWW3の遠因であるが、こうした各国の身勝手な行動に憤りを覚えたロクサットは、人間によって運営される国家ではなく『高度な自動化システムによって運営される世界統一政府』の樹立を唱え、2033年にフィラデルフィアの邸宅で自殺した。
こうした支配構造は、既得権益層と貧民層の双方が得をする様なシステムであり、世界大戦の後は汎ヨーロッパ連合やアメリカ・ロクサット連盟の樹立からも窺える様に、欧米諸国を中心として瞬く間に世界中へ拡散した。新ソ連はロクサット主義の拡散力を恐れ、古典的な科学的社会主義以外のイデオロギーは当局に禁止されている。しかし、ゼリンスキーといった政権上層部メンバーにもこのイデオロギーが浸透している。
エルモ号
汚染地帯を移動できる大型機動基地。グリフィンが保有。
優曇華
コーラップス液を球根に吸収し無害化する性質を持つ植物。ただし開花時に溜めこんだコーラップス液を放出する。未知の古代文明の遺跡で発見された。
GAVIRUL
古代遺跡を作った種族。

### 年表
- 1905年 - ロシアで未知の文明の遺跡が発見される。1908年、遺跡のメルトダウンによってツングースカ大爆発を引き起こした。
- 1960年代 - 中国・上海市において北蘭島遺跡が発掘されGAVIRULの遺体が発見される
- 1970年代 - 北蘭島遺跡埋め戻し
- 1981年 - ヴァチカンの仲介によって、米ソ間で遺跡兵器制限協定(ドレスデン協定)が締結
- 1983年 - 米ソ冷戦が終結(ジュネーヴ共同声明)
- 1992年 - 国連によるGAVIRUL複製計画始動
- 2012年 - 国連によるGAVIRUL複製計画終了
- 2023年 - 南極の地下において巨大空間発見
- 2030年 - 北蘭島事件
- 2031年 - 鉄血工造株式会社設立、第二次ロシア革命
- 2033年 - 自動人形が登場し始める。
- 2044年 - ドイツ内戦勃発
- 2045年4月15日 - 第三次世界大戦開戦
- 2046年 - I.O.P設立
- 2049年 - 90wish初登場。鉄血製造公司が戦術人形市場におけるIOPのシェアを追い抜く。
- 2051年6月29日 - 第三次世界大戦停戦
- 2053年 - グリフィン設立
- 2054年 - 第1世代戦術人形と高度AI「エリザ」がそれぞれ完成
- 2055年 - グリフィン開始
- 2057年 - IOPの下部組織として16LABが設立。
- 2057-2060年 - 第2世代戦術人形が実用化
- 2060年 - グリフィン攻撃事件。AR小隊結成
- 2061年 - 胡蝶事件
- 2062年 - 国連が再編により復活、グリフィンが指揮官の増員を決定（本編開始）
- 2064年 - ロクサット主義合衆国連盟が成立
- 2078年 - 南極連合を形成
- 2081年 - 三女神計画開始
- 2084年 - 三女神計画中止
- 2089年 - 南極同盟設立
- 2089年9月 - 第一次南極戦争
- 2092年 - パン屋作戦
- 2097年 - 火付け作戦
- 2098年 - 停戦協定、南極政権承認
- 2112年 - 第二次南極戦争

## 登場人物

### グリフィン&クルーガー社
指揮官
プレイヤーキャラ。グリフィンの新人指揮官。
待機画面で表示される画像にはモノクルをかけた白髪の人物として描かれる。
『ドールズフロントライン2』の頃にはグリフィンを退社していた。
ジャンシアーヌ
声 - 小松未可子（アニメ版）
漫画版およびアニメ版に登場するグリフィン&クルーガーの戦術指揮官。ゲーム版のプレイヤーキャラに相当するキャラ。
ベレゾヴィッチ・クルーガー
声 - 津田健次郎
グリフィン&クルーガー社の経営者。元新ソ連内務省の軍人。
カリーナ
声 - 東山奈央
グリフィン&クルーガーの後方幕僚。元戦災孤児。
へリアン
声 - 苅谷瑠衣
グリフィン&クルーガーの上級代行官。
グリフィン・リヨン
グリフィンの共同経営者。通称「士爵＜サー＞」。

### IOP社
ハーヴェル・ウィトキン
声 - 若本規夫
IOP社のCEO。
ペルシカ
声 - 奈波果林
IOP社の16LABの主任研究員。第二世代型戦術人形の開発者。
ペルシカは愛称で、本名はペルシカリア。
元90Wishの研究員

### 新ソ連

#### KCCO（正規軍特殊作戦司令部）
カーター将軍
クルーガーの元上司。
エゴール大尉
カーター将軍の部下

#### 国家保安局
ゼリンスキー
国家保安局のトップ。
デュピュー大佐
保安局第一総局所属。
アンジェリア
声 - 佐藤利奈
エージェント。愛称はアンジェ。本名はアンナ・ヴィクトロブナ・チョイでアンジェリアは偽名もしくはコードネーム。
後に国家保安局を出奔。

### シュタージ
ロミー
シュタージの局長。
K
声 - 福山潤
エージェント。本名ケイン・シュワルベ。
マホロ
声 - 佐倉薫
Kの所有する家政人形。
J
エージェント。本名不明。
Q
エージェント。本名不明。
ライト
新人エージェント。

### 汎ヨーロッパ連盟
ギルダ・ウルリッヒ
汎ヨーロッパ連盟執行委員会主席。ロクサット主義者。
モリドー・フォークト
ウルリッヒの秘書

### 戦術人形部隊

#### AR小隊
16LAB製の特別仕様の戦術人形で構成された部隊。
M4A1
声 - 戸松遥
小隊長。16LAB製の戦術人形の中でも最高級の戦術人形。16LABの「スティグマテクノロジー」に基づき開発された「ダミーネットワーク」を搭載しており、人間の指揮官が不在でも他の人形の作戦行動を指揮することができる数少ない戦術人形。
自律人形であるにも関わらず夢を見る。また頭の中の声に悩まされている。
AR-15
声 - 加藤英美里
小隊で唯一、民生品の改良型。
M4 SOPMODII
声 - 田村ゆかり
倒した敵の破片を収集する癖がある。ダイナゲートを所持。
M16A1
声 - 山根希美
元国家保安局勤務。酒好き。顔の傷を修復せずに残している。蝶事件の生存者。
S05地区での任務中に消息不明となる。
RO635
声 -  福原綾香
16Labのペルシカがパレット小隊からの編入という形で派遣してきた戦術人形。そのためグリフィンの正式な所属メンバーではない。
M4A1と同じく指揮機能を有する。
パレット小隊の前は司法機関で仕事をしていた。
一時期AR小隊の隊長代理を務めていた。その後本体のボディを破損したためしばらくの間、M4 SOPMODIIの手により鹵獲した鉄血のダイナゲートにコアを移していた。なお空になったダイナゲートは現在M4 SOPMODIIが所持。

#### 404小隊
非正規人形によって編成されたグリフィンの極秘任務部隊。
UMP45
声 -   嶺内ともみ
小隊長。かつての鉄血工造が電子戦用に設計した DSI-8型の戦術人形。顔の傷を修復せずに残している。蝶事件の生存者。
UMP9
声 -  能登麻美子
UMP45の妹分。顔の傷を修復せずに残している。
元々は戦術人形ではなく、娑婆の場末で人形密売組織のポン引きをしていた。そのため本名がある（レナ）。
HK416
声 - 野中藍
グリフィンの正規の部隊から脱走したところを部隊に拾われた。
M16A1に粘着している。
G11
声 - 福原綾香
狙撃担当。元は民生人形のメイド。ものぐさな性格で（ELIDミュータントが徘徊している世界において）ゾンビ映画の鑑賞が趣味の変人。常に眠そうにしているのは後付けされた射撃管制コアが他の機能、特にメンタルモジュールのエネルギーを圧迫しているからであり、外付けバッテリーを取りつけると性格が豹変する。
シーア
声 -  福山潤
404小隊所属の人間のサポート要員でデールの姉。任務の伝達と報酬の交渉役。
デール
声 -  佐倉薫
404小隊所属の人間のサポート要員でシーアの弟。メンテナンス担当。

#### 反逆小隊
国家保安局所属の戦術人形部隊、担当指揮官はアンジェリア。一時期AK-15とRPK-16が抜けてM4A1とAR-15が加入していた。
AK-12
声 -  和氣あず未
小隊長。指揮および電子戦特化型のエリート人形。コードネームはルシア。
どんなものにも3分間は興味を持つ。
AN-94
声 -  沼倉愛美
戦闘特化型のエリート人形のプロトタイプ。コードネームはアンティア。
AK-12に心酔している。
AK-15
声 -   甲斐田裕子
コードネームはエルウィン。
AK-12とは不仲でゴリラ呼ばわりされている。
RPK-16
声 - 渕上舞
コードネームはレナーテ。
話好きで明るい性格。
人間に憧れている。

#### ネゲヴ小隊
ネゲヴ
声 - 諏訪彩花
小隊長。自称「戦闘のスペシャリスト」
ガリル
声 -  御手洗かりん
TAR-21
声 -  舞原ゆめ
MicroUzi
声 -  大西沙織
ジェリコ
声 - 田所あずさ
元メンバー。

#### FN小隊
FAL
声 -  佳村はるか
小隊長。フェレットをペットとして飼っている。
Five-seven
声 -  藤田茜
副隊長
FN49
声 - 御崎真美
チームの調整役
FNC
声 -  八劔すみれ
前職はパティシエ。
F2000
声 -  徳井青空
Ballista
声 -  本多真梨子

#### パレット小隊
元々はRO635の指揮能力テストのために編成された部隊。
92式
声 - 三森すずこ
RO635の元副官
ステンMk-II
声 -  大門香実
愚直な面があり、人形は人間に従順であるべきだと考えており、所謂「ロボット三原則」を頑なに守ろうとしている。
公式の解説動画でスコーピオンとともに進行役を務めた。
AAT-52
声 -  内山夕実
マカロフ
声 -  上坂すみれ

#### トンプソン小隊
トンプソン
声 -  種田梨沙
小隊長。
人が嫌がる仕事を進んで引き受ける性格。風呂嫌い。
M1911
声 - 松井恵理子
隊の参謀役
M9
声 -  洲崎綾
イングラム
声 -  小倉結衣
M21
声 -  喜多村英梨
Super SASS
声 - 立花理香
M14
声 - 大西沙織

#### デザートイーグル小隊
デザートイーグル
声 -  小倉唯
小隊長
前職は芸能関係
SIG Sauer SSG 3000
声 -  大和田仁美
ACR
声 -  伊瀬茉莉也
Kord
声 -  優木かな
M1895 CB
声 -   関根瞳

#### グリフォン小隊
「士爵」の保有する小隊。
VP1915
声 -  ゆきのさつき
小隊長
デリンジャー
声 -  吉岡香織
電子戦担当
Model 99
声 -  長縄まりあ
狙撃手
フェドロフ
声 -  石川由依
サーの護衛
コリブリ
声 - 堀江由衣
サーの護衛

#### パズル小隊
VHS
声 - 白石晴香
隊長
AUG Para
声 - 麻倉もも
前衛
劉氏歩槍
声 - 麻倉もも
通信員
M400
声 - 小倉唯
狙撃手
Gr SL8
声 - 櫻庭有紗

### 鉄血工造
リコリス
鉄血工造のAIを開発した天才技術者。元IOP社員。蝶事件で死亡。
エルダーブレイン
声 -  高橋李依
鉄血の最上級AI
エージェント(代理人)
声 -  生天目仁美
鉄血の最上級指揮人形であり、名前通り「エルダーブレイン」の代理人。
スケアクロウ(案山子)
声 -  奥野香耶
偵察人形
エクスキューショナー(処刑人)
声 -  伊藤静
先頭作戦人形
ハンター(狩人)
声 -  萩原あみ
機動作戦人形
イントゥルーダー(侵入者)
声 -  大坪由佳
戦闘策略の担当。
デストロイヤー(破壊者)
声 - 高田憂希
支援作戦人形。
後にガイア（盖娅）になる。
アルケミスト(錬金術師)
声 - 佐藤有世
特殊作戦人形。
ドリーマー(夢想家)
声 -  奥野香耶
防御人形。
ジャッジ(裁判官)
声 -  豊崎愛生
鉄血本部の防護と安全システムの担当
ウロボロス
声 -  大久保瑠美
ゲーガー(計量官)
声 -  石川由依
前線指揮人形
アーキテクト(建築家)
声 -  大坪由佳
遠距離作戦人形

### パラデウス
ウィリアム
元90Wishの研究員で、パラデウスの指導者。

#### ネイト
ニモゲン
上級ネイト
マーキュラス
上級ネイト。ニモゲンの妹。
ヘンデルのメサイアや、ホルヘ・ルイス・ボルヘスを好み、発言でしばしば引用する。
アンナ
記録上の名前は「実験体EOT-1号」。
失格異性体
集団自決に失敗したとある異性体の個体。
死後、そのボディはダンデライオンに受け継がれた（そのため容姿はほぼ同一）。

##### 最上級ネイト
ナルシス
突然変異した個体でNYTOの中でもトップクラスに凶暴な性格。
グリク
ブラメド
ネムラン

### その他
レザー・アルベルト・ロクサット
国連遺跡部門総責任者。2033年に死亡。
ルニシア・フォン・オーバーシュタイン
マックスプランクコンピューター科学研究所の所長の一人娘
シャドレス
ベルリンテレビに勤める記者。ライトの姉。
グレイ
ガラテアグループに所属するドイツ最高峰の外科医。抗コーラップス薬剤の新製薬「イズン」のアンバサダーも務める。
マハリアン
ベルリン郊外のボーン村で「聖女」と呼ばれていた女性。
ダンデライオン
名付け親はM4A1で、現在のボディを手に入れた際に命名された。

## 戦術人形

### ハンドガン
- コルトSAA,
- M1911,
- M9,
- パイソン,
- M1895,
- トカレフ,
- スチェッキン,
- マカロフ,
- P38,
- PPK,
- P08,
- C96,
- 92式,
- アストラ,
- G17,
- FNP-9（英語版）,
- MP-446,
- グリズリー,
- M950A,
- SPP-1,
- Mk 23,
- P7,
- セルジュコフ,
- ウェルロッドMk II,
- P99,
- NZ75（中国語版）,
- 59式,
- ブレン・テン,
- PSM,
- USP コンパクト,
- Five-seven,
- CZ75,
- HK45,
- Spitfire,
- コンテンダー,
- P226,
- サンダー（英語版）,
- CZ52,
- K5,
- MP-443,
- Gsh-18,
- MP-448（英語版）,
- Px4 ストーム,
- P22,
- TEC-9,
- ジェリコ,
- HS2000,
- PA-15（英語版）,
- P30,
- デザートイーグル,
- VP70,
- C-93,
- Webley,
- HP-35,
- WKp,
- Rex Zero 1,
- QSB-91,
- コリブリ,
- デリンジャー,
- CZ100,
- ZiP .22,
- ライノ,
- PPQ,
- M327,
- P290,
- コルトウォーカー,
- P10C,
- VP9,

コラボキャラ
- ノエル[14],
- ジル・スティングレイ[15],
- セイ・P・アザギリ[15], エル・クレア[16],
- エル・フェイル[16],
- 山田たえ[17]

### サブマシンガン
- トンプソン,
- M3,
- イングラム,
- FMG-9（英語版）,
- Vector,
- PPSh-41,
- PPS-43,
- PP-90,
- PP-2000,
- MP40,
- MP5,
- スコーピオン,
- MP7,
- ステンMk-II,
- M38,
- Micro Uzi,
- m45,
- AK-74U,
- シテス スペクトラ M4,
- IDW,
- 64式（英語版）,
- UMP9,
- UMP40,
- UMP45,
- G36c,
- スオミ,
- Z-62（英語版）,
- 79式（中国語版）,
- EVO 3,
- SR-3MP,
- PP-19,
- PP-19-01,
- RO635,
- MT-9,
- シプカ,SCW,
- TMP,
- KLIN,
- F1（英語版）,
- M12,
- ハニーバジャー（英語版）,
- OTs-39,
- CBJ-MS,
- T77,
- PM-06,
- Cx4 ストーム,
- 一〇〇式,
- JS 9（英語版）,
- P90, X95（英語版）,
- PM-9,
- MP41,
- MAT-49,
- KAC-PDW,
- 43M（英語版）,
- CF05（英語版）,
- MAS-38（英語版）,
- SAF,
- Lusa,
- AUG Para,
- SUB-2000,
- AR-57,
- VP1915,
- PPD-40,
- SP9,
- SR2,
- ビグネロン M2,
- スターリング,
- MPL,
- MPK,
- エルマ,
- APC9K,
- Jatimatic,
- エージェントVector,

コラボキャラ
- ドロシー・ヘイズ[15],
- ヘンリエッタ[18],
- 邪神ちゃん[19],
- 星川リリィ[17]

### アサルトライフル
- M16A1,
- M4A1,
- M4 SOPMODII（英語版）,
- ST AR-15,
- AK-47,
- AS Val,
- StG 44,
- G41,
- G3,
- G36,
- HK416,
- 56-1式,
- L85A1,
- FAMAS,
- FNC,
- ガリル,
- TAR-21,
- AUG,
- SIG-510,
- OTs-12,
- FAL,
- F2000,
- CZ-805,
- 9A-91,
- OTs-14,
- ARX-160,
- G11,
- 95式,
- 97式（中国語版）,
- 63式,
- AR70,
- 6P62（英語版）,
- ASh-12.7（英語版）,
- リベイロールス1918,
- RFB（英語版）,
- ART556,
- T91,
- Ak 5,
- T65,
- K2,
- Zas M21,
- AN-94, AK-12,
- CZ2000（英語版）,
- ADS,
- MDR,
- XM8,
- Model L（英語版）,
- A-91,
- K11,
- SAR-21,
- 03式,
- 64式自,
- マガル,
- EM-2,
- HK33,
- ACR,
- INSAS,
- SIG-556,
- CR-21,
- R5,
- 89式,
- AK-15,
- M82,
- Vepr,
- AK-Alfa,
- S-ACR,
- StG-940,
- VHS,
- FX-05,
- フェドロフ,
- SIG MCX,
- TKB-408,
- KH2002,
- APC556,
- FARA 83,
- AK74M,
- A-545,
- QBZ-191,
- SCR,
- AR-18,
- CMR-30,
- SCAR-L,
- MSBS,
- VRB,
- HK433,
- エージェント416,

コラボキャラ
- ステラ・星井[15],
- アンジェリカ[18],
- メデューサ[19],
- 水野愛[17],
- 紺野純子[17]

### ライフル
- M1ガーランド,
- M1A1,
- スプリングフィールド,
- M14,
- M21,
- モシン・ナガン,
- SVT-38,
- SKS,
- PTRD,
- SVD,
- SV-98,
- Kar98k,
- G43,
- WA2000,
- 56式カービン,
- リー・エンフィールド,
- FN-49（英語版）,
- BM59,
- ダネル NTW-20,
- 漢陽88式,
- PSG-1,
- Super SASS,
- M99（英語版）,
- OTs-44,
- G28,
- SSG 69（英語版）,
- IWS 2000（英語版）,
- 81式カービン,
- DSR-50,
- PzB39,
- wz. 29（英語版）,
- T-5000（英語版）,
- JS05,
- カルカノM1891,
- カルカノM91/38,
- XM3,
- ゲパードM1,
- バリスタ,
- SRS,
- SM-1,
- TAC-50,
- Mk 12（英語版）,
- OBR,
- M82A1,
- SPR A3G（英語版）,
- RT-20,
- K31（英語版）,
- KSVK,
- スカウト,
- ファルコン,
- M200（英語版）,
- QBU-88（英語版）,
- R93,
- T-CMS（英語版）,
- 四式,
- SSG3000（英語版）,
- Zas M76,
- SL8,
- タブク,
- C14,
- VSK-94,
- 劉氏歩槍,
- モンドラゴンM1908,
- GM6 Lynx,
- SVCh,
- Model 99,
- デ・リーズル,
- HS.50,
- TF-Q,
- Saiga308,
- SCAR-H,
- M110,
- QBU-191,
- ボス,

コラボキャラ
- リコ[18],
- ぺこら[19],
- 源さくら[17]

### マシンガン
- M1918,
- M2HB,
- M60,
- M249 SAW,
- M1919A4,
- LWMMG（英語版）,
- DP28,
- RPD,
- PK,
- MG42,
- MG34, MG3,
- ブレン,
- MG5,
- FG42,
- AAT-52,
- ネゲヴ,
- Mk48,
- MG4,
- AEK-999（英語版）,
- PKP,
- Ameli,
- HK23,
- 80式,
- HK21,
- 88式,
- Mk46,
- 62式,
- ルイス,
- UKM-2000,
- MG36,
- ショーシャ,
- K3,
- M1895 CB, Kord,
- RPK-16,
- CAR,
- ZB-26,
- PM1910,
- RPK-203,
- MG338,
- LS26,
- M240L,
- LAMG,

コラボキャラ
- アルマ・アルマス[15],
- クラエス[18],
- 花園ゆりね[19],
- ゆうぎり[17]

### ショットガン
- M1887,
- M1897,
- M37,
- M500,
- M590,
- Super-Shorty（英語版）,
- KSG,
- KS-23,
- RMB-93（英語版）,
- Saiga-12,
- 97式散,
- SPAS-12,
- AA-12,
- FP-6（英語版）,
- M1014,
- S.A.T.8,
- USAS-12,
- NS2000（英語版）,
- M870P,
- Six12,
- CAWS（英語版）,
- DP-12（英語版）,
- リベレーター,
- ディフェンダー,
- TS12,
- LTLX7000,
- M6 ASW,
- PM5,
- 512,
- FO-12,
- M26-MASS,
- Nova,
- MAG-7,
- SPAS-15,
- MK3A1,
- UTS-15,
- TPS,

コラボキャラ
- エルフェルト[20],
- デイナ・ゼイン[15]、
- トリエラ[18],
- ミノス[19],

## 声優
| 声優名       | 配役                                                      |
| ------------ | --------------------------------------------------------- |
| 相坂優歌     | 漢陽88式、AR-57                                           |
| 逢田梨香子   | EM-2、CAWS                                                |
| 藍原ことみ   | wz.29、USAS-12                                            |
| 愛美         | MDR、TAC-50                                               |
| 青木志貴     | PP-90、NZ75                                               |
| 青木瑠璃子   | M500、M590                                                |
| 茜屋日海夏   | P290、CMR-30                                              |
| 赤尾ひかる   | Gr Mk23、QSB-91                                           |
| 浅倉杏美     | S.A.T.8、Zas M21                                          |
| 麻倉もも     | AUG Para、劉氏歩槍                                        |
| 朝日奈丸佳   | リベレーター、R5                                          |
| 東依千加     | MPL                                                       |
| 天野未来     | SIG-510                                                   |
| 雨宮天       | アストラ、56-1式、ブレン                                  |
| 綾宮由希子   | L85A1                                                     |
| 安済知佳     | PM-06、SAR-21                                             |
| 筏井かなえ   | DP28、Rex Zero 1                                          |
| 五十嵐裕美   | KS-23                                                     |
| 井口裕香     | TF-Q、QBZ-191                                             |
| 井澤詩織     | スターリング                                              |
| 石川由依     | フェドロフ、ゲーガー（敵）                                |
| 伊澄ちひろ   | XM3、K5                                                   |
| 和泉風花     | MAT-49、Zas M76                                           |
| 伊瀬茉莉也   | QBU-88、ACR                                               |
| 井田愛里紗   | SCW、T65                                                  |
| 板谷彩香     | C96、グリズリー                                           |
| 市ノ瀬加那   | Mk 12、スカウト                                           |
| 井手かおり   | SVT-38                                                    |
| 伊藤あすか   | PPK、M60、IDW、FG42                                       |
| 伊藤彩沙     | MAG-7                                                     |
| 伊藤かな恵   | シプカ、RFB                                               |
| 伊藤静       | アリーナ、KSG、エクスキューショナー（敵）                 |
| 伊藤美来     | HS2000、四式                                              |
| 井上麻里奈   | OTs-14、6P62                                              |
| 今井麻美     | ウェルロッドMkII、PSG-1                                   |
| 岩松泉       | M2HB                                                      |
| 石見舞菜香   | SIG-556、CF-05                                            |
| 上坂すみれ   | マカロフ、PPSh-41、PPS-43、モシン・ナガン、AS Val         |
| 植田佳奈     | 64式自、X95                                               |
| 上田麗奈     | カルカノM1891、カルカノM91/38                             |
| 上間江望     | スペクトラM4、UMP40                                       |
| 内田真礼     | CZ-805                                                    |
| 内山夕実     | OTs-12、AAT-52                                            |
| 桜咲千依     | Ameli、SP9                                                |
| 大久保瑠美   | M99、ウロボロス（敵）                                     |
| 大関英里     | JS9、KSVK                                                 |
| 大空直美     | 88式、ファルコン                                          |
| 大坪由佳     | SPP-1、97式散、イントゥルーダー（敵）、アーキテクト（敵） |
| 大西沙織     | Micro Uzi、M14                                            |
| 大野柚布子   | タブク                                                    |
| 大森日雅     | ショーシャ、Six12                                         |
| 大和田仁美   | Gr P30、SSG3000                                           |
| 奥野香耶     | スケアクロウ（敵）、ドリーマー（敵）                      |
| 小倉結衣     | イングラム                                                |
| 小倉唯       | M200、デザートイーグル                                    |
| 小見川千明   | Gr HK33、C-93                                             |
| 甲斐田裕子   | DP-12、AK-15                                              |
| 加隈亜衣     | 一〇〇式、VSK-94                                          |
| 影山灯       | CZ100、LS26                                               |
| 樫本美穂     | SR2                                                       |
| 加藤英美里   | ST AR-15、59式、M37                                       |
| 叶江透       | P38                                                       |
| 金元寿子     | Saiga-12、PzB39                                           |
| 茅野愛衣     | Kar98k（初代）、NTW-20（初代）、StG44（初代）             |
| 苅谷瑠衣     | 56式半、MT-9、RMB-93、ヘリアン（NPC）                     |
| 河上明日香   | CZ52、T77                                                 |
| 川澄綾子     | P99                                                       |
| 河瀬茉希     | MG338                                                     |
| 北垣内春香   | StG-940、GM6 Lynx                                         |
| 北原沙弥香   | SPR A3G、03式                                             |
| 喜多村英梨   | スチェッキン、M21                                         |
| 木戸衣吹     | FI M82、HSM10                                             |
| 鬼頭明里     | AK-Alfa                                                   |
| 木舩幸歩     | TMP                                                       |
| 釘宮理恵     | G41                                                       |
| 久保田梨沙   | M1014、XM8                                                |
| 黒沢ともよ   | P7、RPK-203                                               |
| 桑原由気     | Thunder、TKB-408                                          |
| 小泉喬生     | P08                                                       |
| 小市眞琴     | M1897、F1                                                 |
| 香里有佐     | SRS、Gsh-18                                               |
| 古賀葵       | FNP-9、M950A                                              |
| 古城門志帆   | CZ75、T91                                                 |
| 小島彩       | MPK                                                       |
| 小清水亜美   | G36、MG5                                                  |
| 小堀幸       | SPAS-12、KLIN                                             |
| 斉藤佑圭     | 81式カービン、DSR-50                                      |
| 佐久間比呂美 | トカレフ                                                  |
| 佐倉綾音     | 97式、デ・リーズル                                        |
| 佐倉薫       | マホロ（NPC）、シーア（NPC）                              |
| 櫻庭有紗     | Gr SL8、Vepr                                              |
| 佐藤有世     | ブレン・テン、USP コンパクト、アルケミスト（敵）          |
| 佐藤聡美     | JS05、HK23                                                |
| 佐藤美由希   | M6 ASW、512                                               |
| 佐藤利奈     | アデリン、AK-47、アンジェリア（NPC）                      |
| ジェーニャ   | AK74M                                                     |
| 篠原なるみ   | M1895、PPD-40                                             |
| 嶋村侑       | ZiP .22、PPQ                                              |
| 清水愛       | PTRD                                                      |
| 下田麻美     | FO-12                                                     |
| 白石晴香     | S-ACR、VHS                                                |
| 白砂沙帆     | StG44（2代目）、MK3A1                                     |
| 城崎琳子     | UTS-15                                                    |
| 洲崎綾       | M9、SKS、アナイアレーター（敵）                           |
| 諏訪彩花     | ネゲヴ                                                    |
| 関根瞳       | MP41、M1895 CB                                            |
| 瀬戸麻沙美   | IWS 2000、コンテンダー                                    |
| 芹澤優       | FMG-9、PP-19                                              |
| 蘇和治美     | CZ2000、OTs-39                                            |
| 大地葉       | PM-9、K3                                                  |
| 大門香実     | 95式、ステンMK-II                                         |
| 高木美佑     | Nova                                                      |
| 高田憂希     | SR-3MP、デストロイヤー（敵）、ガイア（敵）                |
| たかはし智秋 | パイソン、M82A1                                           |
| 高橋春香     | M38、AK-74U                                               |
| 高橋美佳子   | m45                                                       |
| 高橋李依     | OTs-44                                                    |
| 田澤利依子   | ASh-12.7、80式                                            |
| 立花理香     | Mk48、Super SASS                                          |
| 田所あずさ   | P22、ジェリコ                                             |
| 田中あいみ   | コルトSAA、Lusa                                           |
| 田中美海     | SVD、セルジュコフ、79式                                   |
| 田中理恵     | ZB-26、LTLX7000                                           |
| 種﨑敦美     | K-PDW、ウェブリー                                         |
| 種田梨沙     | トンプソン、M1ガーランド、MG3                             |
| 田村睦心     | PM1910、SVCh                                              |
| 田村ゆかり   | M4 SOPMODII                                               |
| 集貝はな     | OBR、UKM-2000                                             |
| 丹下桜       | PM5、KH2002                                               |
| 千葉泉       | MP-443、ゲパードM1                                        |
| 津田健次郎   | クルーガー（NPC）                                         |
| 津田美波     | AEK-999、PKP                                              |
| 都月彩楓     | HS.50                                                     |
| 東城咲耶子   | K31、TEC-9                                                |
| 東山奈央     | カリーナ（NPC）                                           |
| 富樫美鈴     | C14、モンドラゴンM1908                                    |
| 徳井青空     | G17、F2000                                                |
| 戸松遥       | WA2000、リー・エンフィールド、M4A1                        |
| 豊崎愛生     | スオミ、ジャッジ（敵）                                    |
| 中恵光城     | Kar98k（2代目）、M240L                                    |
| 中条智世     | BM59、MG34                                                |
| 長縄まりあ   | Model 99、SIG MCX                                         |
| 中原麻衣     | 9A-91                                                     |
| 名塚佳織     | PK                                                        |
| 七瀬亜深     | Super-Shorty、AK5                                         |
| 七瀬彩夏     | INSAS、43M                                                |
| 奈波果林     | SSG 69、NS2000、ペルシカ（NPC）                           |
| 生天目仁美   | M1887、エージェント（敵）                                 |
| 南條愛乃     | M249SAW                                                   |
| 新田ひより   | LWMMG                                                     |
| 沼倉愛美     | AN-94、FP-6                                               |
| 野田真理愛   | WKp、TS12                                                 |
| 能登麻美子   | UMP9                                                      |
| 野中藍       | HK416                                                     |
| 野水伊織     | RPD、MP-446、Z-62                                         |
| 萩原あみ     | ARX-160、ハンター（敵）                                   |
| 花澤茜       | M12                                                       |
| 花田麻実子   | SV-98                                                     |
| 花守ゆみり   | Cx4ストーム、A-91                                         |
| 春花らん     | Rhino、SCR                                                |
| 春野杏       | C-MS                                                      |
| 早見沙織     | Vector                                                    |
| 日笠陽子     | ルイス、K11                                               |
| 引坂理絵     | M327、AR-18                                               |
| 日高里菜     | リベロール、ART556                                        |
| ひなたたまり | PP-2000                                                   |
| 福原綾香     | G11、RO635                                                |
| 福山潤       | K（NPC）、デール（NPC）                                   |
| 藤井彩加     | PP-19-01、HK45、SM-1、ハニーバジャー                      |
| 藤井ゆきよ   | T-5000、K2                                                |
| 藤田茜       | G36C、Five-seveN                                          |
| 渕上舞       | 89式、RPK-16                                              |
| 堀江由衣     | スプリングフィールド、コリブリ                            |
| 堀籠沙耶     | 63式、64式                                                |
| 本多真梨子   | バリスタ、AA-12                                           |
| 舞原ゆめ     | TAR-21                                                    |
| 前川涼子     | Spitfire、P226                                            |
| M・A・O      | PA-15、ADS                                                |
| 町田佳優     | CR-21、SUB-2000                                           |
| 松井恵理子   | M1911、MP40、スコーピオン、FAMAS                          |
| 御崎真美     | FN49                                                      |
| 松嵜麗       | NTW-20（2代目）                                           |
| 御崎真美     | FF FN49                                                   |
| 三谷綾子     | FARA 83                                                   |
| 御手洗かりん | ガリル                                                    |
| 美波わかな   | CAR                                                       |
| 嶺内ともみ   | UMP45                                                     |
| 峯田茉優     | Gr VP70、マガル                                           |
| 三森すずこ   | 92式、M1A1                                                |
| 向山直美     | MP5、PSM                                                  |
| 村川梨衣     | ディフェンダー、HP-35                                     |
| 元吉有希子   | Model L、Mk46                                             |
| 森永千才     | SPAS-15、Saiga308                                         |
| 森なな子     | APC556                                                    |
| 諸星すみれ   | P90、M870                                                 |
| 八劔すみれ   | FNC                                                       |
| 矢作紗友里   | ビグネロン M2、A-545                                      |
| 山崎エリイ   | MP-448、RT-20                                             |
| 山田美鈴     | MAS-38、SAF                                               |
| 山根希美     | M3、G43、M16A1                                            |
| 山村響       | Px4ストーム、62式                                         |
| 山本希望     | EVO3、AR70、G28                                           |
| 悠木碧       | M1918                                                     |
| 優木かな     | T-CMS、Kord                                               |
| ゆかな       | Gr MG36、R93                                              |
| ゆきのさつき | FX-05、VP1915                                             |
| 柚木涼香     | M26-MASS                                                  |
| 横矢清華     | MG42                                                      |
| 吉岡香織     | Gr G3、デリンジャー                                       |
| 吉田幸代     | M1919A4                                                   |
| 佳村はるか   | FAL、MG4                                                  |
| Lynn         | MP7、HK21                                                 |
| 若本規夫     | ハーヴェル（NPC）                                         |
| 和氣あず未   | AUG、AK-12                                                |

| 声優名       | 配役                     |
| ------------ | ------------------------ |
| 阿久津加菜   | ヘンリエッタ             |
| 阿澄佳奈     | ブローニャ（海外版のみ） |
| 榎本温子     | トリエラ                 |
| 大森日雅     | 花園ゆりね               |
| 小見川千明   | ミノス                   |
| 衣川里佳     | ゆうぎり                 |
| 釘宮理恵     | キアナ（海外版のみ）     |
| 久保田未夢   | メデューサ               |
| 小坂井祐莉絵 | ぺこら                   |
| 近藤佳奈子   | ノエル                   |
| 沢城みゆき   | 雷電芽衣（海外版のみ）   |
| 塩野アンリ   | リコ                     |
| 洲崎綾       | エルフェルト             |
| 鈴木愛奈     | 邪神ちゃん               |
| 田中美海     | 星川リリィ               |
| 田中理恵     | 無量塔姫子（海外版のみ） |
| 田野アサミ   | 二階堂サキ               |
| 田村ゆかり   | テレサ（海外版のみ）     |
| 中原麻衣     | ゼーレ（海外版のみ）     |
| 花澤香菜     | アンジェリカ             |
| 本渡楓       | 源さくら                 |
| 水野理紗     | クラエス                 |
| 三石琴乃     | 山田たえ                 |

## 主題歌
※ゲーム版テーマソング
「What Am I Fighting For」
- 2018年冬季イベント「特異点」テーマソング
- 作詞 - KANASA / 作曲 - Haloweak / 編曲 - Vanguard Sound
- 歌唱 - AKINO with bless4

「シラカバの光」
- 2019年冬季イベント「異性体」エンディングテーマ
- 作詞 - 夏銅子 / 作曲 - Dr.RD / 編曲 - G.K
- 歌唱 - AKINO with bless4

「Connexion」
- 2019年夏季イベント「裂变链接」エンディングテーマ
- 歌唱 - R!N aka Gemie

## プロモーション

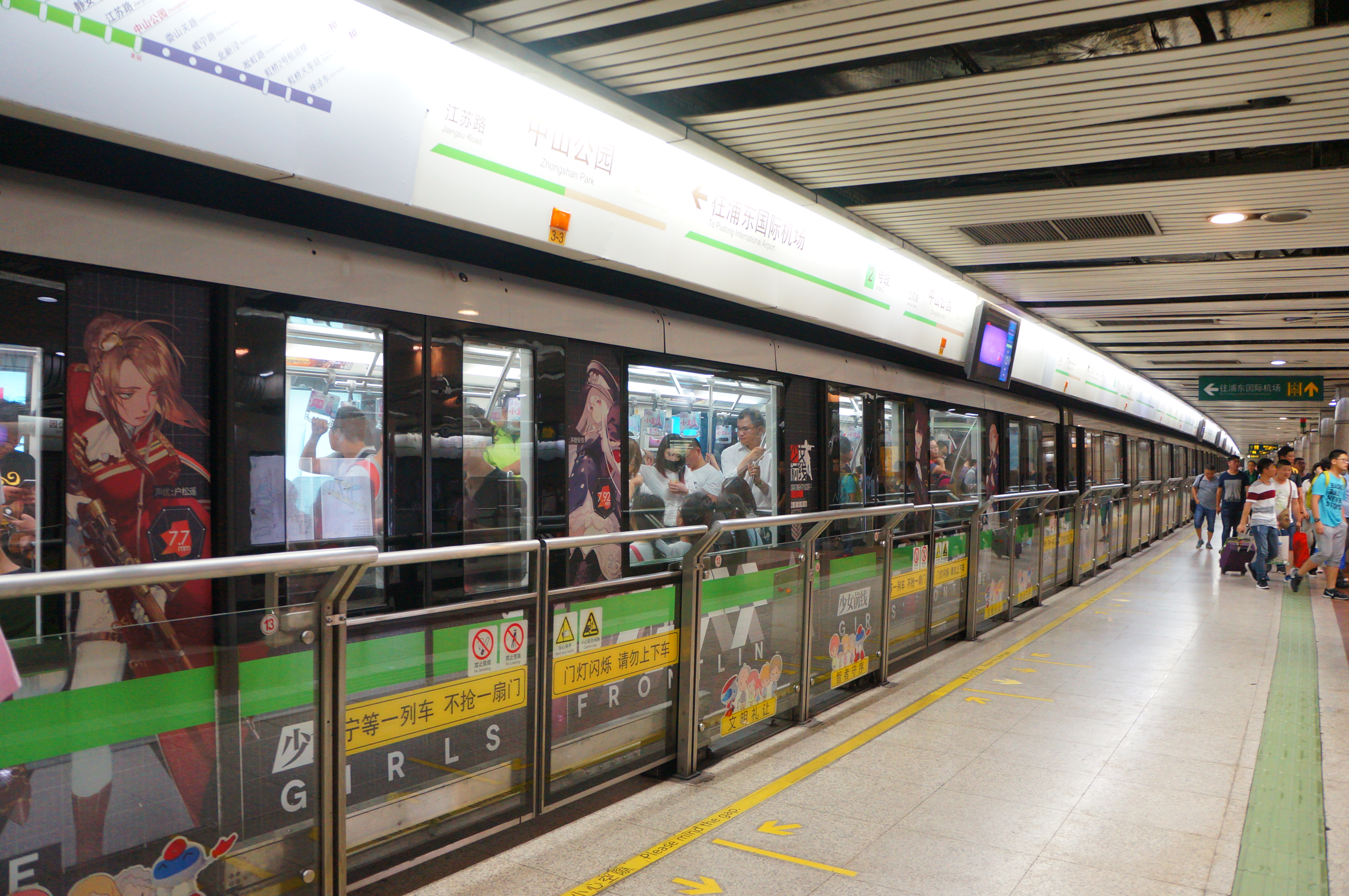
中山公園駅

2017年5月20日、サンボーンはリリース1周年を記念して上海軌道交通2号線でラッピング車両を走行させた。

## コラボレーション
- ギルティギア
- BLAZBLUE
- 崩壊学園 - 日本語版は未定。
- DJMAX
- VA-11 Hall-A
- GUNSLINGER GIRL
- ディビジョン
- リトルアーモリー - コラボ商品を発売
- 邪神ちゃんドロップキック'[21]
- ゾンビランドサガ リベンジ[23]
- 攻殻機動隊 SAC 2045

## 漫画
『ドールズフロントライン 人形之歌』を『月刊Comic REX』（一迅社）2019年9月号より2023年5月号までコミカライズとして連載。なお雑誌掲載打ち切り後の続きはネット上にて連載が続いている。作者はLing。
1. 2020年1月27日発売[25][26]、ISBN 978-4-7580-6848-2
2. 2020年7月27日発売[27]、ISBN 978-4-7580-6877-2
3. 2021年3月27日発売[28]、ISBN 978-4-7580-6911-3
4. 2021年9月27日発売[29]、ISBN 978-4-7580-6942-7
5. 2022年1月27日発売[30]、ISBN 978-4-7580-6949-6
6. 2022年7月27日発売[31]、ISBN 978-4-7580-6997-7
7. 2023年4月27日発売[32]、ISBN 978-4-7580-8425-3

この他DNAメディアコミックスと電撃コミックスからそれぞれコミックアンソロジーが出版された。

## テレビアニメ
2019年10月から12月までTOKYO MX、BS11にて短編ショートアニメ第1期『どるふろ -癒し篇-』（少女前線 -治癒篇-）が放送された。
中国版では2019年10月から2020年3月まで第2期『少女前線 -狂乱篇-』が配信を開始し、同年12月から2020年3月までTOKYO MX、BS11にて『どるふろ -狂乱篇-』のタイトルで放送された。狂乱篇のエンディングクレジットは中国版オリジナルが1回に対し、日本版はABパートの2回になっているので、エンディング用パートが新規に作られている。
2021年3月12日より短編ショートアニメ第2期『どるふろ -癒し篇2-』がAmazon Prime Video、dアニメストアほかにて配信開始。
2022年1月から3月までテレビアニメ『ドールズフロントライン』がTOKYO MXほかにて放送された。

### どるふろ
本作を題材としたスピンオフのミニアニメ作品。

#### キャスト
日本語/中国語の順。
- M4A1（エムフォー） - 戸松遥 / 虫虫 - 黒髪に黄色いメッシュ。気弱な性格でオドオドしている。
- M16A1（エムいちろく） - 山根希美 / 嘟太 - 眼帯・三つ編みで酒好き。仲間を飲み会によく誘う。
- M4 SOPMOD II（ソプモッドツー） - 田村ゆかり / 小連殺 - 無邪気な性格。
  - M4 SOPMOD II jr（ソプモッドツージュニア、ジュニア） - 田村ゆかり / 皛四白 - 敵の残骸で作った。M4A1に怖がられたショックで泣いてしまうが、のちに仲良くなる。
  - SOPMOD II ジャイアント - 残骸で作った巨大ロボ。変形しただけで動けなくなるため自爆する。
- AR15（エーアールじゅうご） - 加藤英美里 / 謝瑩 - ピンク髪で大人びている。首のアイテムはアクセサリーだが、SOPMOD IIに変な音が出るスピーカーに改造された。
- RO635（アールオーろくさんご） - 福原綾香 / 黄鶯 - ヒーローものが好き。
- UMPシスターズ
  - UMP45（よんごーねえ） - 嶺内ともみ / 水原 - 左目に傷がある。いつも薄ら笑いを浮かべている。UMP9より髪が長い。
  - UMP9（ナイン） - 能登麻美子 / 草摩涅吉 - 右目に傷がある。UMP45を姉と慕っている。UMP45より髪が明るい茶色。
- G11（Gr G11、ジーじゅういち） - 福原綾香 / 秦紫翼 - ねぼすけ。灰色の髪で帽子もコートも大きめ。
- HK416（416、よんいちろく） - 野中藍 / 鍾可 - ロングヘアでベレー帽を被っている。完璧主義者。
- ナレーター - 奈波果林
- バッテリー - 高橋信
- ダイナーゲート（機械犬） - 栗津貴嗣
- ヘリアン - 苅谷瑠衣
- カリーナ - 東山奈央 / 吱毛 - 「カリーナのコーナー」と言う通販番組を持っている。
- 小さな妖精 - 木舩幸歩、奈波果林、苅谷瑠衣、稲本千尋
- イヌ - 木舩幸歩
- 広告ナレーター - 稲本千尋、栗津貴嗣
- CMガール - 木舩幸歩
- 原画マン にわとりさん - 栗津貴嗣

狂乱篇より登場
- スコーピオン - 松井恵理子 / 越真
- 6P62 - 井上麻里奈 / 皛四白
- Super Shorty - 七瀬亜深 / 虫虫
- PPS-43 - 上坂すみれ / 渋尕猫
- FNC - 八劔すみれ / WKL(1)、伍凱立(3、7、9、12)
- P38 - 叶江透 / 一口井
- 白球 - 木舩幸歩
- MP40 - 松井恵理子 / 皛四白
- MI897 - 小市眞琴 / 菊花花
- IDW - 伊藤あすか / 吱毛
- Gr G36 - 小清水亜美 / 謝瑩
- Five-seveN - 藤田茜 / 唐雅菁
- M14 - 大西沙織 / 一口井
- M38 - 高橋春香 / 菊花花
- Gr MP7 - Lynn / 秦紫翼
- F1 - / 菊花花
- ARX160 - / 一口井
- 地雷妖精 - / 皛四白
- グリスリー - 板谷彩香 / 黄莺
- Z-62 - 野水伊織 / 渋尕猫
- マカロフ - 上坂すみれ / 唐雅菁
- SVD - 田中美海 / 菊花花
- OTs-44 - 高橋李依 / 新月氷氷
- OTs-12 - 内山夕実 / 鍾可
- Ak-47 - 佐藤利奈 / 小連殺
- 80式 - 田澤利依子 / 一口井
- 63式 - 堀籠沙耶 / 渋尕猫
- エージェント - 生天目仁美 / 新月氷氷
- MG42 - 清華 / 越真
- MG34 - 中条智世 / 秦紫翼
- G43 - 山根希美 / 謝瑩
- FG42 - 伊藤あすか / 伍凱立
- デストロイヤー - 高田憂希 / 渋尕猫
- M1Ai - 三森すずこ / 鍾可
- M1ガーランド - 種田梨沙 / 秦紫翼
- M1911 - 松井恵理子 / 謝瑩
- アストラ - 雨宮天 / 新月氷氷
- スチェッキン - / 皛四白
- NTW-20　- 茅野愛衣 / 水原
- PPSh-41 - 上坂すみれ / 皛四白
- トカレフ　- 佐久間比呂美 / 一口井
- 敵の兵士(6話) - 苅谷瑠衣 / 蔡欣純
- 女性指揮官 (6-7話) - 奈波果林 / 草摩涅吉
- M2HB - 岩松泉 / 虫虫
- M3 - 山根希美 / 渋尕猫
- M1919A4 - 吉田幸代 / 一口井
- スオミ - 豊崎愛生 / 皛四白
- G17 - 徳井青空 / 水原
- C96 - 板谷彩香 / 小連殺
- arn RFB - 伊藤かな恵 / 謝瑩
- イェーガー - 苅谷瑠衣 / 蔡欣純
- M590 - 青木瑠璃子 / 菊花花
- FMG-9 - 芹澤優 / 吱毛
- Super SASS - 立花理香 / 皛四白
- 女性保安調査員(8話) - 稲本千尋 / 虫虫
- 男性警察官(8話) - 栗津貴嗣 / 大白
- Kar93k - 茅野愛衣
- リー・エンフィールド - 戸松遥 / 虫虫
- ウェルロッドMK-II - 今井麻美 / 虫虫
- T65 - 井田愛里紗 / 鍾可
- M950A - 古賀葵 / 唐雅菁
- 男の人・男性指揮官(9-12話) - 高橋信 / 大白
- 赤髪の指揮官(9・12話) - 苅谷瑠衣 / 吱毛
- ステンMK-II - 大門香実 /
- エクスキューショナー - 伊藤静 /
- GrMP5 - 向山直美 /
- SRS - 洲崎綾 /
- ペルシカ - 奈波果林 / 黄鶯
- Vector - 早見沙織 /
- C275 - 古城門志帆 /
- SPAS-12 - 小堀幸 / 新月氷氷
- M1895 - 篠原なるみ / 皛四白
- G41 - / 越真
- 犬(11話) - 栗津貴嗣 / 大白
- 不名物(11話) - 稲本千尋 / 大白
- WA2000 - 戸松遥 / 虫虫
- 59式 - 加藤英美里 / 一口井
- 空襲妖精(12話) - 稲本千尋 / 越真
- 幽霊(12話) - 苅谷瑠衣 / 鍾可
- 激怒妖精(12話) - 木舩幸歩 / 菊花花
- 救援妖精(12話) - 稲本千尋 / 皛四白
- 挑発妖精(12話) - 稲本千尋 / 渋尕猫
- 照明妖精(12話) - 木舩幸歩 / 蔡欣純
- リッパー(12話) - 苅谷瑠衣 / 鍾可

癒し編2より登場
- AK-12 - 和氣あず未 - AN-94とともにゲーム本編の世界から転移してきた。
- AN-94 - 沼倉愛美
- ハンター - 萩原あみ
- スケアクロウ - 奥野香耶

#### スタッフ
どるふろ -癒し篇-
- 原作 - 上海散爆網絡科技有限公司
- 監督・絵コンテ・演出・作画監督 - 陸泓熹
- プロデューサー - 危天行
- シナリオ - 羽中
- 音響制作・音楽 - Vanguard Sound
- 音楽制作 - Vanguard Sound、JVCケンウッド・ビクターエンタテインメント（第1期）
- アニメーション制作 - 大火鳥アニメーション
- 製作協力 - レバーレススタジオ（Liverless Studio）

どるふろ -狂乱篇-
- 原作 - SUNBORN 散爆、上海散爆網絡科技有限公司
- プロデューサー - 危天行
- 企画 - 羽中
- 監督 - 周鵬
- 監制 - bais
- 音響制作・音楽 - Vanguard Sound
- 音楽制作 - Vanguard Sound、JVCケンウッド・ビクターエンタテインメント
- アニメーション制作 - 大火鳥アニメーション

#### 主題歌
「シラカバの光」
AKINO with bless4による『どるふろ -癒し篇-2』賭博エンディングテーマ。
「What Am I Fighting For」
AKINO with bless4による『どるふろ -癒し篇-2』レーシング エンディングテーマ。

#### 各話リスト

##### 癒し篇
| 話数  | サブタイトル         |
| 第1期 | 第1期                |
| ----- | -------------------- |
| #1    | ケーキ争奪戦         |
| #2    | ドリンク             |
| #2    | 留守番               |
| #3    | BGM                  |
| #4    | UMPシスターズ        |
| #4    | クリスマスプレゼント |
| #5    | 人形                 |
| #6    | 夢                   |
| #7    | 無断コラボ           |
| #8    | 天元突破             |
| #9    | 課金                 |
| #10   | ドレスコード         |
| #11   | 家出                 |
| #12   | 一緒に遊ぼう。       |
| 第2期 |                      |
| #1    | 鼓動                 |
| #2    | パラレルワールド     |
| #3    | 幽霊                 |
| #4    | 鉄血                 |
| #5    | ヒーロー             |
| #6    | 夢                   |
| #7    | サッカー             |
| #8    | 賭博                 |
| #9    | レーシング           |
| #10   | おかあさんだいすき!  |
| #11   | 少女たちの日常       |
| #12   | M16A1                |

##### 狂乱篇
| 話数 | サブタイトル                                               | 中国題                                           | 絵コンテ    | 演出      | 作画監督 |
| ---- | ---------------------------------------------------------- | ------------------------------------------------ | ----------- | --------- | -------- |
| #1   | 寮に潜む影                                                 | 宿舍迷影                                         | 虫几        | 虫几      | 何振偉   |
| #1   | 潜入クリーニング事故                                       | 潜入清洗事故                                     | DogDog絵    | 虫几      | 卡卡拉普 |
| #2   | 夜間巡回                                                   | 夜间巡逻                                         | 虫几        | 周鵬 虫几 | 何振偉   |
| #2   | 吹雪と居場所                                               | 暴风雪                                           | 虫几        | 虫几      | 何振偉   |
| #3   | 地雷妖精                                                   | 布雷妖精                                         | 虫几        | 周鵬 虫几 | 何振偉   |
| #3   | 壁紙業務シンプル化高低差                                   | 墙纸流程筒化高度差                               | 虫几        | 周鵬 虫几 | 何振偉   |
| #4   | 幻視                                                       | 幻视                                             | 虫几        | 虫几      | 何振偉   |
| #4   | 新しいもの誤魔化し秘密兵器                                 | 新事物蒙混过关秘密武器                           | 虫几        | 虫几      | 何振偉   |
| #5   | 秘密偵察                                                   | 暗中观索                                         | 劉広威      | 周鵬 虫几 | 何振偉   |
| #5   | 火に油を注ぐ雪中送炭スキル発動                             | 火上浇油雪中送炭技能发动                         | 劉広威 虫几 | 周鵬 虫几 | 何振偉   |
| #6   | クリスマスイブ届かず                                       | 平安夜可望不可及                                 | 劉広威      | 周鵬 虫几 | 何振偉   |
| #6   | ミッションコード携帯電灯磁場偏移                           | 行动代号移动光源磁场偏转                         | 劉広威      | 虫几      | 何振偉   |
| #7   | 重点育ち大切なもの運命の争いタイミングが悪い朝機嫌火力制圧 | 着重培养重要之物命运的抗争时机不当起床气火力压制 | 劉広威      | 周鵬 虫几 | 何振偉   |
| #8   | 待ち伏せ禁足誤魔化し制高点新メンバー                       | 埋伏禁闭蒙混过关制高点新成员                     | 虫几        | 周鵬 虫几 | 何振偉   |
| #9   | インストール誓い                                           | 下载安装誓约                                     | 周鵬        | 周鵬 虫几 | 何振偉   |
| #9   | ログインボーナス快速修復                                   | 毎日签到快速修复                                 | 光学核心    | 周鵬 虫几 | 何振偉   |
| #10  | 緊急回復支援部隊                                           | 紧急修复好友支援                                 | 虫几        | 周鵬 虫几 | 何振偉   |
| #10  | 強化スキル訓練                                             | 强化技能训练                                     | 紅葉        | 周鵬 虫几 | 何振偉   |
| #11  | バッテリー収集バッテリーの使用                             | 电池收集电池的使用                               | 紅葉        | 周鵬 虫几 | 何振偉   |
| #11  | 消耗DIY                                                    | 消耗DIY                                          | DogDog絵    | DogDog絵  | 何振偉   |
| #12  | 大型人形製造正しい拳銃の使い方                             | 重工手枪的正确用法                               | 紅葉        | 虫几      | 何振偉   |
| #12  | 妖精システム妖精の使用                                     | 妖精系统妖精的使用                               | 虫几        | 周鵬 虫几 | 何振偉   |

### ドールズフロントライン（アニメ版）

#### キャスト
- M4A1 -戸松遥
- M16A1 - 山根希美
- ST AR-15 - 加藤英美里
- M4 SOPMOD II - 田村ゆかり
- ジャンシアーヌ - 小松未可子
- カリーナ - 東山奈央
- エージェント - 生天目仁美
- スケアクロウ - 奥野香耶
- エクスキューショナー - 伊藤静
- クルーガー - 大塚明夫
- G43 - 山根希美
- スコーピオン - 松井恵理子
- PPSh-41 - 上坂すみれ
- UMP45： - 嶺内ともみ
- UMP9 - 能登麻美子
- 416 - 野中藍
- Gr G11 - 福原綾香
- ネゲヴ - 諏訪彩花
- TAR-21 - 舞原ゆめ
- ガリル - 御手洗かりん
- Micro Uzi - 大西沙織
- 石軍 - 三瓶雄樹
- フョードル・カモロフ - 星野充昭
- 川崎 - 丸岡和佳奈
- フランクリン - 柳田淳一

#### スタッフ
- 原作 - SUNBORN Network Technology, Mica Team
- 監督 - 上田繁
- シリーズ構成・脚本 - 倉田英之
- キャラクターデザイン・総作画監督 - 山田正樹
- プロップデザイン - 神宮司訓之
- 背景 - グーフィー
- 美術監督 - 権瓶岳斗
- 美術設定 - 小畑嶺二、荒井和浩
- 色彩設計 - 斎藤麻記
- 撮影監督 - 小寺翔太
- 3DCGディレクター - 原一晃
- 編集 - 本田優規
- 音響監督 - 田中亮
- 音楽 - 渡邊崇
- チーフプロデューサー - 松田章男、松永裕一
- プロデューサー - 前田有希、崔大郎
- アニメーションプロデューサー - 河内山隆、今尾圭吾
- アニメーション制作 - 旭プロダクション
- プロデュース - ワーナー ブラザース ジャパン
- 製作 - GRIFFIN & KRYUGER、Warner Bros. Japan、SUNBORN Network Technology

#### 主題歌
「BAD CANDY」
yukaDD(;´∀`)による『ドールズフロントライン』のオープニングテーマ。
「HORIZON」
TEAM SHACHIによる『ドールズフロントライン』のエンディングテーマ。

#### 各話リスト
| 話数 | サブタイトル               | 絵コンテ          | 演出              | 作画監督 | 初放送日      |
| ---- | -------------------------- | ----------------- | ----------------- | --- | ------------- |
| #01  | THE SEED タネ              | 鈴木理人          | 鈴木理人          | 大滝那佳 加藤真人 久保山陽子 佐藤惠美 重國浩子 橋本航平 藤井文乃 森あおい                                              | 2022年 1月8日 |
| #02  | WAKE UP 目覚め             | 望月智充          | 佐々木瑞樹        | 加藤真人 魏旭龙 杜卫峰 陈亮 李良鵬 王斌 桜井木ノ実 大滝那佳 森あおい 佐藤惠美                                          | 1月15日       |
| #03  | THE ECHO エコー            | 鈴木理人          | 大塚隆寛          | 加藤真人 島崎克実 久保山陽子 南伸一郎 富山大輔 藤井文乃 柳瀬譲二 松下純子 J-CUBE ANIMATION                             | 1月22日       |
| #04  | SILENCE01 沈黙01           | 青山弘            | 菊川孝司          | 重國浩子 久保山陽子 大野勉 島崎克実 加藤真人 大滝那佳 森あおい 佐藤惠美 J-CUBE ANIMATION                               | 1月29日       |
| #05  | SILENCE02 沈黙02           | モチマルユウキ    | たかたまさひろ    | 加藤真人 大野勉 久保山陽子 藤井文乃 富山大輔 栗田聡美 J-CUBE ANIMATION                                                 | 2月5日        |
| #06  | THE MESSAGE01 メッセージ01 | 上田繁            | 松浦直紀          | 森あおい 佐藤惠美 ふたふさ 橋本航平                                                                                    | 2月12日       |
| #07  | THE MESSAGE02 メッセージ02 | 鈴木理人          | 上田繁            | J-CUBE ANIMATION 富山大輔 久保山陽子 大野勉 島崎克実 藤井文乃 加藤真人 重國浩子 橋本航平 佐藤惠美 樋口香住             | 2月19日       |
| #08  | THE KINDLING01 火種01      | ヤマサキオサム    | 大塚隆寛 菊川孝司 | 加藤真人 重國浩子 久保山陽子 大野勉 島崎克実 藤井文乃 富山大輔 柳瀬譲二 泉坂つかさ セブンシーズ J-CUBE ANIMATION       | 2月26日       |
| #09  | THE KINDLING02 火種02      | オグロアキラ      | 佐々木瑞樹        | 桜井木ノ実 南伸一郎 魏旭龙 杜卫峰 陈亮 李良鵬 王斌 大滝那佳 森あおい 佐藤惠美 富山大輔 泉坂つかさ                      | 3月5日        |
| #10  | THE KINDLING03 火種03      | 村木一隆 松浦直紀 | 岡村正弘          | 加藤真人 大野勉 久保山陽子 富山大輔 島崎克実 星野車蜂 重國浩子 J-CUBE ANIMATION                                        | 3月12日       |
| #11  | COMET01 彗星01             | 鈴木理人          | 鈴木理人          | 森あおい 佐藤惠美 大滝那佳 J-CUBE ANIMATION                                                                            | 3月19日       |
| #12  | COMET02 彗星02             | 上田繁            | 上田繁            | 重國浩子 藤井文乃 島崎克実 泉坂つかさ 久保山陽子 富山大輔 柳瀬譲二 ふたふさ 森あおい 佐藤惠美 大滝那佳 大野勉 加藤真人 | 3月26日       |

### 放送局
| 放送期間                 | 放送時間                     | 放送局   | 対象地域 | 備考                  |
| ------------------------ | ---------------------------- | -------- | -------- | --------------------- |
| 2019年10月5日 - 12月21日 | 土曜 1:00 - 1:05（金曜深夜） | TOKYO MX | 東京都   |                       |
|                          | 土曜 20:55 - 21:00           | BS11     | 日本全域 | BS放送 / 『ANIME+』枠 |

| 配信開始日                 | 配信時間        | 配信サイト                                                                           |
| -------------------------- | --------------- | ------------------------------------------------------------------------------------ |
| 2019年11月30日             | 土曜 21:00 更新 | dアニメストア FOD Amazonビデオ DMM.com GYAO! GYAO!ストア Rakuten TV ビデオマーケット |
| 2019年12月1日              | 日曜 12:00 更新 | U-NEXT アニメ放題                                                                    |
| 初回は8〜9話分を一挙配信。 |                 |                                                                                      |

| 放送期間                       | 放送時間                     | 放送局   | 対象地域 | 備考                  |
| ------------------------------ | ---------------------------- | -------- | -------- | --------------------- |
| 2019年12月28日 - 2020年3月14日 | 土曜 1:00 - 1:05（金曜深夜） | TOKYO MX | 東京都   |                       |
|                                | 土曜 20:55 - 21:00           | BS11     | 日本全域 | BS放送 / 『ANIME+』枠 |

| 配信開始日     | 配信時間        | 配信サイト                                                                           |
| -------------- | --------------- | ------------------------------------------------------------------------------------ |
| 2019年12月28日 | 土曜 21:00 更新 | dアニメストア FOD Amazonビデオ DMM.com GYAO! GYAO!ストア Rakuten TV ビデオマーケット |
| 2019年12月29日 | 日曜 12:00 更新 | U-NEXT アニメ放題                                                                    |

| 放送期間                | 放送時間                     | 放送局   | 対象地域 |
| ----------------------- | ---------------------------- | -------- | -------- |
| 2021年1月8日 - 3月26日  | 土曜 1:00 - 1:30（金曜深夜） | TOKYO MX | 東京都   |
|                         | 土曜 1:30 - 2:00（金曜深夜） | BS11     | 日本全域 |
| 2021年1月10日 - 3月28日 | 月曜 23:30 - 火曜 0:00       | AT-X     | 日本全域 |

| 配信開始日    | 配信時間        | 配信サイト |
| ------------- | --------------- | --- |
| 2021年1月8日  | 土曜 12:00 更新 | ABEMA Amazon Prime Video dアニメストア Hulu U-NEXT アニメ放題 Google Play Rakuten TV ビデオマーケット DMM.com music.jp GYAO!ストア |
|               | 土曜 19:00 更新 | TSUTAYA TV |
| 2021年1月11日 | 火曜 12:00 更新 | ひかりTV J:COMオンデマンド みるプラス iTSCOMオンデマンド TELASA                                                                    |

### BD
| 巻     | 発売日        | 収録話         | 規格品版  |
| ------ | ------------- | -------------- | --------- |
| 癒し篇 | 2020年2月19日 | 第1話 - 第12話 | VIZL-1717 |
| 狂乱篇 | 2020年6月17日 | 第1話 - 第12話 | VIZL-1765 |

## 関連CD
- ドールズフロントライン オリジナル・サウンドトラック（2019年7月24日）
- ドールズフロントライン オリジナル・サウンドトラック2 / オーケストラ・コンサート ブルーレイディスク（2020年6月17日）
- your ears, our years（2021年3月24日）
  - 「What Am I Fighting For」収録
  - 「シラカバの光」収録

## 続編・スピンオフ

### ニューラルクラウド
2022年11月に配信を開始した派生作品。本編開始時期の少し前に起きた出来事を描く。

### 逆コーラップス：パン屋作戦
『パン屋の少女』（簡体字：面包房少女、英語: CODE NAME：BAKERY GIRL）のリメイク作品。2024年3月22日にリリース。

#### あらすじ
2092年、世界はロクサット連盟と南極連邦に分かれて対立していた。
南極連邦の情報機関M.I.Dの諜報員モンドはロクサット連盟の軍事地区からパン屋と呼ばれる人物を回収する事になるがその任務中にロクサット連盟軍との戦闘で気を失う。目を覚ますとそこにはパン屋を名乗る少女：ジェフティがいた。

#### 登場人物・キャスト
- モンド - 峯田大夢
- ジェフティ - 洲崎綾
- リゲル - 石川由依
- カール – 立木文彦
- アテナ – 伊藤静
- ジェヴァン - 小西克幸
- シュガー - 悠木碧

### 続編
2023年12月21日に『少女前線2：追放』が配信された。